# 椋本夏夜
椋本 夏夜（くらもと かや、10月31日 - ）は、日本のフリーイラストレーターおよび漫画家。女性。岡山県出身。

## 略歴
- 2000年 小説『レベリオン 放課後の殺戮者』にて、プロデビュー[2]。
- 2003年 イラストストーリー『銀宵亭夜曲』をネット上で連載。同年に単行本化、及び2008年に復刊。
- 2005年 漫画『99番地のクロニカ』を『ザ・スニーカー』にて、連載開始。
- 2007年 ゲーム『ソルフェージュ』のキャラクターデザインを担当。
- 2008年 画集『Pieces of the World -椋本夏夜画集-』発売。
- 2010年 漫画『銃姫 -Phantom Pain-』を『月刊少年シリウス』にて、連載開始。

## 主な作品リスト

### 挿絵

#### 小説（単発作品）
- 死者の学園祭 （赤川次郎著／角川つばさ文庫）
- 夢から醒めた夢 （赤川次郎著／角川つばさ文庫）
- セーラー服と機関銃 （赤川次郎著／角川つばさ文庫）
- さながら駆けし破軍のごとく （天野ゆいな著／講談社X文庫ホワイトハート）
- デュアル・ムーン 月光少年 （友谷蒼著／角川ティーンズルビー文庫）
- ねこだらけ物語 （一条理希著／角川ビーンズ文庫）
- 花降る千年王国 ゲルマーニア伝奇 （榛名しおり著／角川ビーンズ文庫）
- 蹂躙者たちの街（神坂一著／月刊ノベルジャパン）
- 神曲奏界ポリフォニカ ぱれっと （浅井ラボ、あざの耕平、神野オキナ、三田誠著／GA文庫）
- 人外恋愛譚（山田まる、道草家守、結木さんと、三国司、真弓りの著／アース・スターノベル）
- 蒼い月は知っている〜The soul doesn't disappear〜 （橘悠樹著／白泉社My文庫）
- ヴェルダ・サーガ 白隼のエルフリード （夏緑著／ファミ通文庫）
- 白衣性恋愛症候群 小説短篇集 Summary（円まどか著／はつみ＆やすこ編／まるち文庫)
- 絵画魔術師トルフカ・ミットの旅路（夏橋渡著／C★NOVELSファンタジア)

#### 小説（長編作品）
- Add （仁木健著／角川スニーカー文庫）
- マグダミリアシリーズ （高殿円著／角川ビーンズ文庫）
- ミリセントと薔薇の約束 （月本ナシオ著／角川ビーンズ文庫）
- 翼は碧空を翔けて （三浦真奈美著／C★NOVELSファンタジア）
- パーフェクト・ブラッド （赤井紅介著／集英社スーパーダッシュ文庫）
- 鬼刻 （城崎火也著／集英社スーパーダッシュ文庫）
- 幕末魔法士 （田名部宗司著／電撃文庫）
- ルナティック・ムーン （藤原祐著／電撃文庫）
- レジンキャストミルク （藤原祐著／電撃文庫） ※挿絵の他に原案協力としても参加
- アカイロ/ロマンス （藤原祐著／電撃文庫） ※同上
- ロストウィッチ・ブライドマジカル （藤原祐著／電撃文庫）
- レベリオン （三雲岳斗著／電撃文庫）
- 夢界異邦人 （水落晴美著／電撃文庫）
- 薔薇の純情（響野夏菜著／コバルト文庫）
- 女神の娘の恋歌 （響野夏菜著／B's-LOG文庫）
- カーリー （高殿円著／ファミ通文庫）
- パラドックスと紅の少女 （悖理紅的女孩常闇著／台湾国際角川書店、Fantastic Novels DX）
- アリアンロッド・サガ リプレイ IF／メイビー（たのあきら著／富士見ドラゴンブック）
- マテリアルナイト （雨木シュウスケ著／富士見ファンタジア文庫）
- アンジュ･ガルディアン （年見悟著／富士見ファンタジア文庫）
- しずるさんシリーズ （上遠野浩平著／富士見ミステリー文庫）
- 三毛猫ホームズシリーズ（赤川次郎著／角川つばさ文庫）
- 魔界王子レオン（友野詳著／角川つばさ文庫）
- いっしょにくらそ。（飯田雪子著／角川つばさ文庫）
- 霊感少女（緑川聖司著／角川つばさ文庫）
- 魔法職人たんぽぽ（佐藤まどか著／青い鳥文庫）
- 女神のデパート。（菅野雪虫著／ポプラポケット文庫）
- 転生 神々に育てられた少年の物語（わたがし大五郎著／TOブックス)
- 神童セフィリアの下克上プログラム（足高たかみ著／TOブックス)
- メイズイーター（長見 雄一著／アース・スターノベル)
- やりなおし転生*俺の異世界冒険譚（makuro著／アース・スターノベル)
- 異世界姉妹と始める領地経営 婚約者が前世の妹で逃げられない（緋色の雨著／アース・スターノベル)
- 貴族から庶民になったので、婚約を解消されました!（小鳥遊郁著／ドラゴンノベルス）

### 漫画
- 銀宵亭夜曲（『GA Graphic ART』（ソフトバンククリエイティブ）にて連載）
  - 銀宵亭夜曲 Little Stars on the Earth
    - 2008年3月8日発売、ISBN 978-4-79-734663-3
- 99番地のクロニカ （『ザ・スニーカー』（角川書店）にて連載、休載中）
- 月夜の来訪者 （『百合姫Selection』（一迅社）〈再録〉掲載）
- 銃姫 -Phantom Pain-（原作：高殿円、『月刊少年シリウス』（講談社）2010年11月号[3] - 2014年5月号[4]、全6巻）
- 魔力ゼロの最強魔術師〜やはりお前らの魔術理論は間違っているんだが？〜@COMIC（原作：北川ニキタ、キャラクター原案：兎塚エイジ、『comicコロナ』（TOブックス）2021年10月11日[5] - 2022年2月24日→『コロナEX』（同社）2022年4月7日 - 連載中（移籍後もcomicコロナでは遅れ配信有り）、既刊4巻）※2024年7月現在

### 画集
- 『Pieces of the World 椋本夏夜画集』（発行：フレックスコミックス／発売：ソフトバンク クリエイティブ、2008年2月15日初版第1刷発行〈1月30日発売〉）ISBN 978-4-7973-4479-0

### その他
- 川村万梨阿と椋本夏夜の淑女的日常 （雑誌「キャラの!」連載・雑誌「月刊ホビージャパン」連載／挿絵を担当）
- ソルフェージュ （PC用ゲーム〈工画堂スタジオ〉／キャラクターデザインを担当）
  - ソルフェージュ 〜Sweet harmony〜 （PSP用ゲーム〈ガンホー・ワークス〉／同上）
- ティアラ!（コアマガジン／巻頭イラスト）
- DRAGON PRINCESS (ドラマCD（企画発案脚本：サイトウケンジ）/キャラクターデザイン、ジャケットイラストを担当)